# ویروس زاده خفاش

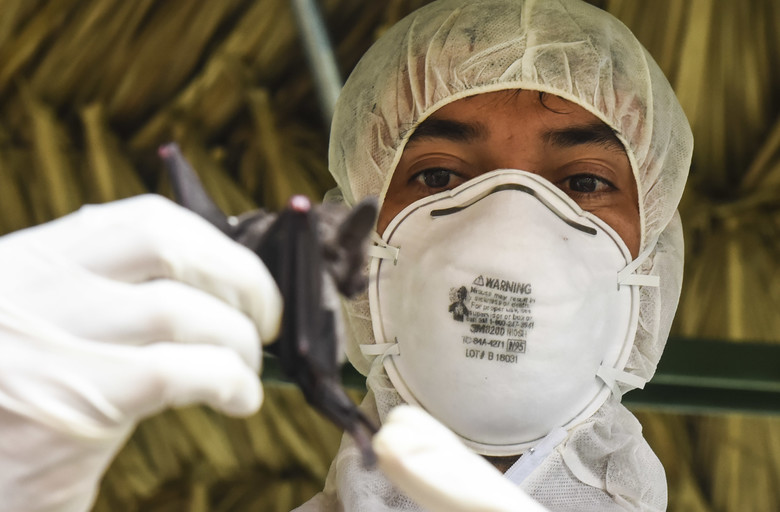
پوبلیو گونزالس، زیست شناس مؤسسه گورگاس، خفاشی را در 6 ژوئن 2018 در متتی، پاناما نگه می دارد. گونزالس و پزشکان نظامی ایالات متحده در یک رویداد آموزشی بیماری‌های عفونی نوظهور شرکت داشتند که در آن سخنرانی‌ها اطلاعاتی از متخصصان بیماری‌های عفونی پانامایی و مطالعات میدانی در مورد حیات وحش و حشرات حامل ویروس دریافت کردند. این رویداد در طول تمرین افق های جدید 2018 برگزار شد، که یک تمرین آموزشی مشترک است که در آن اعضای ارتش ایالات متحده آموزش هایی را در زمینه مهندسی عمران، خدمات پزشکی و پشتیبانی انجام می دهند و در عین حال به نفع جامعه محلی هستند. (عکس نیروی هوایی ایالات متحده توسط داستین مولن/منتشر شد)

ویروس زادهٔ خفاش به هر ویروسی گفته می‌شود که در درجهٔ نخست در بدن گونه‌های خفاش سرچشمه دارند. گونه‌های این ویروس‌ها عبارتند از: ویروس‌های کرونا، هانتا، لیسا، کرونای سارس، هاری، نیپا، ابولا، لاسا، هِنیپا و ماربرگ. ویروس‌های زاده شده از خفاش در میان مهم‌ترین ویروس‌های با قابلیت جهش و شایع شدن قرار دارند.

## واگیر
ویروس‌هایی که خفاش میزبان آنها است از راه گازیدگی خفاش، آب دهان، قطرات ترشحات دهان در هوا، مدفوع یا ادرار منتفل می‌شود. مانند ویروس هاری، ویروس‌هایی که به تازگی از خفاب جهش یافته‌اند می‌توانند مستقیم از خفاش به انسان منتقل شوند از جمله می‌توان به سارس، ابولا و کرونای جدید اشاره کرد.
بازهٔ زمانی میان دریافت عامل بیماری‌زا تا هنگامی که بیماری خود را به صورت کامل نشان می‌دهد می‌تواند چند ساعت یا سال باشد که در این بازهٔ زمانی فرد درمان نمی‌شود و حتی آگاه نمی‌شود که دارای بیماری است. چون معمولاً افراد اصلاً متوجه نمی‌شوند که توسط یک خفاش گزیده شده‌اند یا در محلی حضور دارند که ادرار یا مدفوع خفاش در آن نزدیکی است. افرادی که در غار، زیرزمین و انبار زندگی می‌کنند بیشتر در معرض چنین مسئله ای اند.

## ویژگی خفاش‌ها
باور بر این است که عادت‌های زندگی خفاش‌ها مانند زندگی دسته جمعی در یک مکان بسته (در طول روز)، چرخهٔ تولید مثل، مهاجرت و خواب زمستانی باعث می‌شود تا به صورت طبیعی میزبان مناسبی برای ویروس‌ها باشند. همچنین نسبت به دیگر پستانداران، خفاش‌ها نرخ بالاتری در دریافت عفونت‌های ویروسی دارند که این به دلیل نیمه عمر کوتاه‌تر پادتن‌ها در بدن آنها است. همچنین آنها به آسانی توسط یک ویروس می‌توانند دوباره بیمار شوند که نسبت به دیگر پستانداران بویژه انسان، سیستم ایمنی ضعیف تری دارند.

## خفاش‌ها نسبت به جوندگان
خفاش‌ها نسبت به جوندگان می‌توانند میزبان شمار بیشتری از بیماری‌ها باشند و به دلیل توان پرواز و مهاجرت می‌توانند گسترهٔ بیشتری را در خطر یک بیماری قرار دهند. بویژه گونه‌هایی از خفاش مانند خفاش قهوه ای که دوست دارند در جاهایی که انسان‌ها هستند مانند زیرشیروانی زندگی کنند در حالی که جوندگان بیشتر در مکان‌های مربوط به خود زندگی می‌کنند.

## ویروس‌ها

### ویروس‌های کرونا
همه‌گیری ویروس سارس (سندرم شدید و ناگهانی دستگاه تنفسی) در سال ۲۰۰۲ و سندرم تنفسی در خاورمیانه در سال ۲۰۱۲ همگی ریشه در خفاش داشتند. ویروس‌های کرونا همه RNA تک-سویه دارند و در چهار گروه آلفا، بتا، گاما و دلتا تقسیم می‌شوند که از این چهار دسته، ویروس‌های کرونای آلفا و بتا ریشه در خفاش دارند.
در سال ۲۰۲۰ یک مرکز فروش گوشت شکار (که به آن در زبان چینی یه-وه 野味 گفته می‌شود) در ووهان عامل انتشار کرونای جدید شده‌است. با تجزیه تحلیل ژنتکی مشخص شد که این ویروس در درجهٔ نخست در خفاش‌ها یافت می‌شود.

### ویروس‌های هانتا
ویروس‌های هانتا که بیشتر در جوندگان و حشره‌خوارها یافت می‌شود در دو گونه از خفاش‌ها هم وجود دارد. ویروس مویاسوئه که از شب‌پرک موزی نزدیک روستای مویاسوئه در ساحل عاج در غرب آفریقا ناشی می‌شود و ویروس ماگبوآ که از خفاش صورت-شکافی نزدیک رود ماگبوآ در سیرالئون در سال ۲۰۱۱ ناشی شد.

### ویروس‌های هِنیپا
این ویروس بیشتر در خفاش‌های میوه خوار مانند روباه پرنده و گونه‌های مختلف خفاش‌های کوچک دیده می‌شود.

### ویروس هاری
خفاش‌ها هم می‌توانند ناقل ویروس هاری باشند هرچند که ۹۹ درصد از موارد منجر به مرگ انتقال هاری توسط سگ‌ها بوده‌است.